# Museum Kleines Klingental

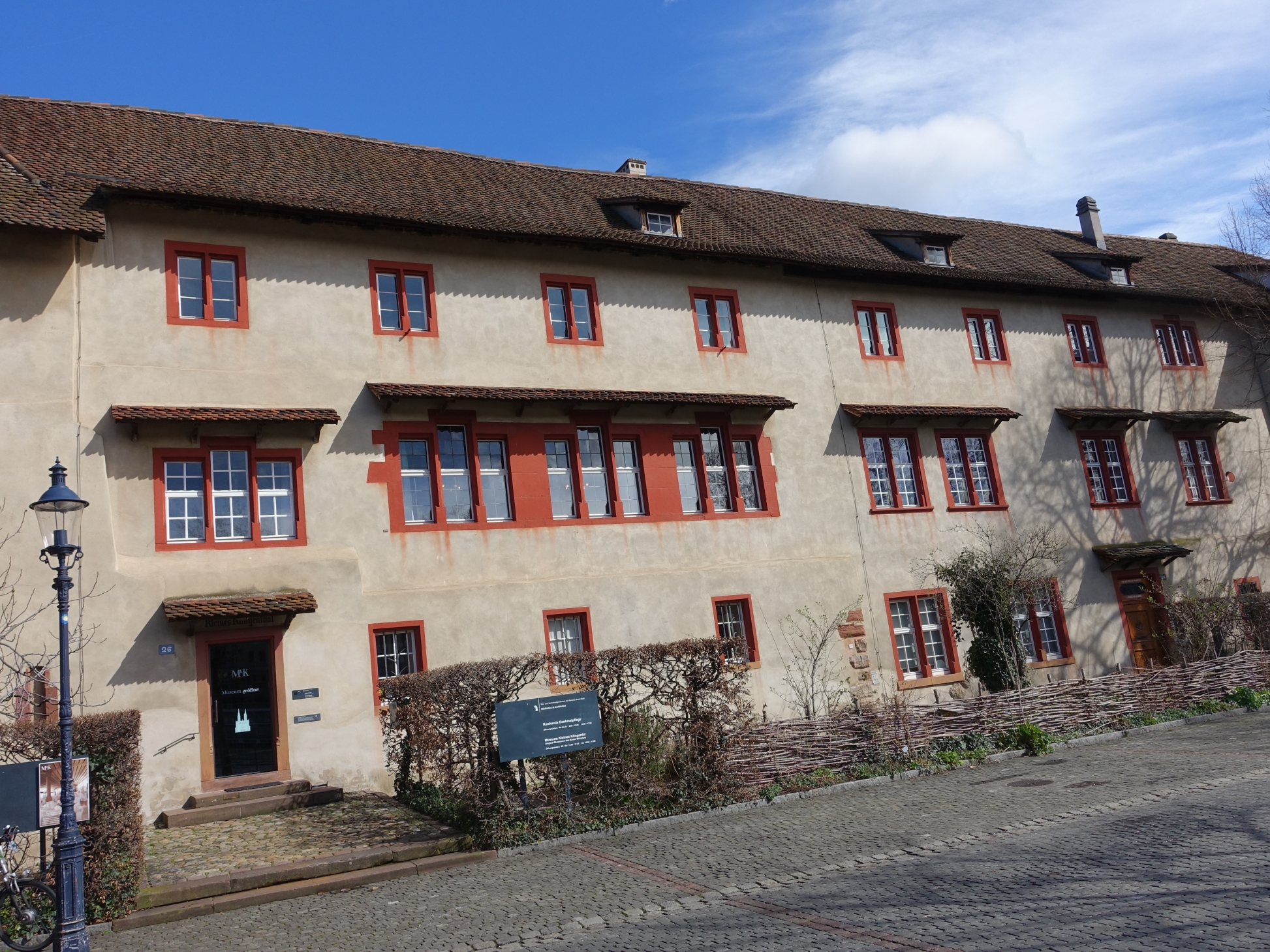
Museum Kleines Klingental

Das Museum Kleines Klingental in Basel (kurz auch Klingentalmuseum) befindet sich im Gründungsbau «Kleines Klingental» des ehemaligen Nonnenklosters Klingental aus dem Jahr 1274 und wurde 1938/39 als «Stadt- und Münstermuseum» gegründet. Das Museum beherbergt die Sammlung originaler Skulpturen des Basler Münsters, die am Münster bei Restaurierungen durch Kopien ausgewechselt wurden. Ausserdem beherbergt das Museum ein Modell der Stadt Basel, wie sie im 17. Jahrhundert aussah, und ein Modell des Klosters Klingental im 16. Jahrhundert. Das Museum wird von der Kantonalen Denkmalpflege Basel-Stadt verwaltet.

## Museum
Im «Kleinen Klingental» wurde 1938/39 das «Stadt- und Münstermuseum» mit Sammlungsbeständen des Historischen Museums Basel und der evangelisch-reformierten Kirche Basel-Stadt eingerichtet. Im selben Gebäude hat auch die Kantonale Denkmalpflege Basel-Stadt ihren Sitz. Aufgrund von Sparmassnahmen wurde das Museum als staatlicher Betrieb 1996 vorübergehend aufgehoben. Es wurde aber 1997 unter dem heutigen Namen wiedereröffnet und wird von der Kantonalen Denkmalpflege Basel-Stadt gemeinsam mit der «Stiftung pro Museum Kleines Klingental» und dem «Verein pro Klingentalmuseum» betrieben.
Das Museum stellt mittelalterliche Originalskulpturen des Basler Münsters (romanische und gotische Sandstein-Skulpturen) aus und zeigt auch die Geschichte des Klosters. Im Ersten Obergeschoss befindet sich das Stadtmodell des mittelalterlichen Gross- und Kleinbasels im 17. Jahrhundert im Massstab 1:400, angefertigt von 1952 bis 1959 von Alfred Peter. Grundlage seiner Darstellung war der Vogelschauplan der Stadt Basel von Matthäus Merian dem Älteren von 1615. Auch findet man ein Modell der Klosterliegenschaften des Jahres 1510 mit der Kirche und den abgesonderten Gewerbebauten wie Mühlen und Getreidelager. Beachtenswert ist das ausgestellte Modell des Kreuzgangs mit einer Rekonstruktion des Kleinbasler Totentanzes nach dem Originalzustand von 1460/80.
Die Sonderausstellungen und Veranstaltungen widmen sich Themen der Basler Kulturgeschichte.

## Kloster und Klosterkirche

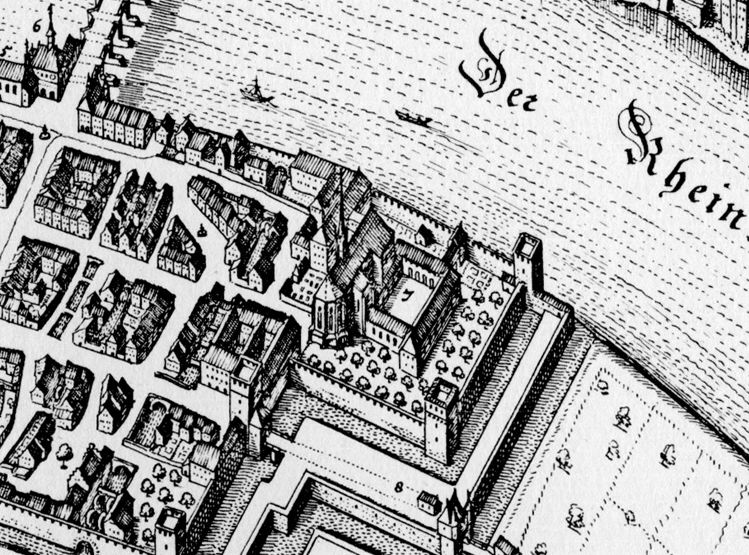
Das ehemalige Kloster Klingental mit Kirche im Jahr 1642. Das «Kleine Klingental» ist das etwas grössere Gebäude links oberhalb der Kirche, das mit der Längsfront unmittelbar an den Rhein anstösst und rechts vom Rheinmauerdurchfluss eines städtischen Gewerbekanals liegt.

Nachdem 1253 der Augustinerorden von Rouffach in das von Walther von Klingen neu gegründete Kloster Klingental in Wehr umzog, konnte sich dieser nur wenige Jahre an ihrem neuen Kloster erfreuen. Die gewaltsame Übernahme der Herrschaft Wehr durch den späteren König Rudolf von Habsburg war wohl Anlass dafür, dass die Stiftsdamen 1272 ihren Sitz erneut aufgeben mussten, um nun nach Kleinbasel zu ziehen.
1274 liessen sich in Kleinbasel zwölf Dominikanerinnen nieder, die vom Elsass über den Schwarzwald nach Basel gekommen waren. Der Name des Klosters stammt vom Gönner der Nonnengemeinschaft, dem Minnesänger und Ritter Walther von Klingen.
Die Klostergebäude entstanden in einem eigenen Klosterbezirk am Rheinufer unterhalb der Mittleren Rheinbrücke, wofür die Stadtmauer erweitert wurde. Im Gründungsbau von 1274, dem «Kleinen Klingental», befanden sich die ursprünglichen Schlaf- und Wohnräume der Nonnen. 1293 wurde die Klosterkirche, das «Grosse Klingental», geweiht. Jenseits der Kirche liessen die Nonnen grosse Wohngebäude errichten, so dass das «Kleine Klingental» ab 1305 den Laien des Klosters überlassen werden konnte.
Das Kloster Klingental, in dem zu seinen besten Zeiten 52 Nonnen lebten, war das reichste und vornehmste Kloster Basels. Es wurde im Zuge der Reformation 1557 aufgehoben und danach für Lager- und Gewerbezwecke und als Truppenunterkunft genutzt. In der Kirche, die Zwischenböden erhielt, fanden bis 1779 reformierte Gottesdienste statt. Ab 1804 diente das Grosse Klingental mehrheitlich als Kaserne und Exerzierplatz (Ställe in der Kirche), einige Bereiche wurden auch zivil genutzt (Viehweideflächen, Turnplatz, Arbeitsplätze für Bauhandwerker). 1860 mussten die Wohngebäude jenseits der Kirche dem Neubau der Kaserne weichen. Seither erinnern nur noch das «Kleine Klingental» mit seinen erhaltenen historischen Intérieurs sowie das Äussere des Kirchenchors an die Existenz des Klosters. Seit dem Auszug des Militärs 1966 wird der Haupttrakt der Kaserne als Schule genutzt, in der Kirche sind Künstlerateliers eingerichtet worden. In den ehemaligen Stallungen und der Reithalle der Kaserne befindet sich der 1980 eröffnete Kulturbetrieb Kaserne Basel.